# Nederland op het Junior Eurovisiesongfestival 2014
Nederland nam deel aan het Junior Eurovisiesongfestival 2014 in Marsa te Malta. Het was de 12de deelname van het land op het Junior Eurovisiesongfestival. AVROTROS was verantwoordelijk voor de Nederlandse bijdrage.

## Selectieproces

### 1e Halve finale
13 september 2014
| Plaats | Artiest       | Lied                    | Kinderjury | Vakjury | Publiek | Totaal |
| ------ | ------------- | ----------------------- | ---------- | ------- | ------- | ------ |
| 01     | Suze          | "Holiday"               | 12         | 12      | 10      | 34     |
| 02     | Chelsea       | "Waarom"                | 10         | 8       | 12      | 30     |
| 03     | Sem           | "Jij staat op nummer 1" | 9          | 10      | 8       | 27     |
| 04     | Ella en Bobby | "Hard to explain"       | 8          | 9       | 9       | 26     |

### 2e Halve finale
20 september 2014
| Plaats | Artiest       | Lied                 | Kinderjury | Vakjury | Publiek | Totaal |
| ------ | ------------- | -------------------- | ---------- | ------- | ------- | ------ |
| 01     | Julia         | "Around"             | 12         | 12      | 12      | 36     |
| 02     | Sebastiaan    | "2Gether we are one" | 10         | 10      | 8       | 28     |
| 03     | Anne & Anique | "Dromen"             | 9          | 9       | 9       | 27     |
| 04     | Beau          | "De wind"            | 8          | 8       | 10      | 26     |

### Finale
27 september 2014
| Plaats | Artiest          | Lied                 | Kinderjury | Vakjury | Publiek | Totaal |
| ------ | ---------------- | -------------------- | ---------- | ------- | ------- | ------ |
| 01     | Julia van Bergen | "Around"             | 12         | 12      | 12      | 36     |
| 02     | Chelsea          | "Waarom"             | 10         | 10      | 10      | 30     |
| 03     | Suze             | "Holiday"            | 8          | 9       | 9       | 26     |
| 04     | Sebastiaan       | "2Gether we are one" | 9          | 8       | 8       | 25     |
| 05     | Anne en Anique   | "Dromen"             | 7          | 7       | 7       | 21     |

## In Malta
Julia moest als laatste optreden in Malta. Daar is ze als achtste geëindigd met 70 punten.

### Gekregen punten
| 12 punten                        | 10 punten              | 8 punten             | 7 punten                                 | 6 punten                |
| -------------------------------- | ---------------------- | -------------------- | ---------------------------------------- | ----------------------- |
| - Zweden                         |                        |                      | - Italië                                 |                         |
| 5 punten                         | 4 punten               | 3 punten             | 2 punten                                 | 1 punt                  |
| - Armenië - Cyprus - Wit-Rusland | - Kroatië - San Marino | - Bulgarije - Servië | - Georgië - Kinderjury - Malta - Rusland | - Montenegro - Oekraïne |